# Grzegorz Lato
Grzegorz Bolesław Lato (Malbork, 1950. április 8. –) olimpiai bajnok és kétszeres világbajnoki bronzérmes lengyel labdarúgó, csatár, edző. 2001 és 2005 között a szejm tagja volt. 2008. október 30-tól 2012. október 26-ig a Lengyel labdarúgó-szövetség elnöke, posztját volt csapattársa, Zbigniew Boniek vette át.

## Pályafutása

### A válogatottban
1971 és 1984 között 95 alkalommal szerepelt a válogatottban és 42 gólt szerzett. 1972-ben a müncheni olimpián arany-, 1976-ban a montréali olimpián ezüstérmet szerzett a válogatottal. Három világbajnokságon vett részt. 1974-ben és 1982-ben bronzérmet szerzett a csapattal. 1974-ben hét góllal világbajnoki gólkirály lett.

## Sikerei, díjai

### Játékosként
- Olimpiai játékok
  -  aranyérmes: 1972 München
  -  ezüstérmes: 1976 Montréal
- Világbajnokság
  - 3.: 1974 – NSZK, 1982 – Spanyolország
  - gólkirály: 1974 (7 gól)
- Lengyel bajnokság
  - bajnok: 1972–73, 1975–76
  - 2.: 1974–75
  - 3.: 1973–74, 1978–79
  - gólkirály: 1972–73, 1974–75
- Lengyel kupa
  - döntős: 1976
- UEFA-kupa
  - negyeddöntős: 1975–76
- CONCACAF bajnokcsapatok kupája
  - győztes: 1983

## Statisztika

### A válogatottban
| Válogatott    | Év       | Pályára lépések | Gólok |
| ------------- | -------- | --------------- | ----- |
| Lengyelország | 1971     | 2               | 0     |
| Lengyelország | 1972     | 1               | 0     |
| Lengyelország | 1973     | 6               | 3     |
| Lengyelország | 1974     | 14              | 11    |
| Lengyelország | 1975     | 10              | 8     |
| Lengyelország | 1976     | 10              | 5     |
| Lengyelország | 1977     | 12              | 5     |
| Lengyelország | 1978     | 13              | 5     |
| Lengyelország | 1979     | 10              | 3     |
| Lengyelország | 1980     | 11              | 4     |
| Lengyelország | 1981     | 3               | 0     |
| Lengyelország | 1982     | 7               | 1     |
| Lengyelország | 1983     | 0               | 0     |
| Lengyelország | 1984     | 1               | 0     |
| Összesen      | Összesen | 100             | 45    |